# José Luis Munuera Montero
José Luis Munuera Montero (* 19. Mai 1983 in Jaén) ist ein spanischer Fußballschiedsrichter.
Munuera Montero leitet seit der Saison 2013/14 Spiele in der Segunda División und seit der Saison 2016/17 in der Primera División.
Seit 2019 steht er auf der FIFA-Liste (seit 2022 auch als Videoschiedsrichter) und leitet internationale Fußballpartien. Bisher leitete Munuera Montero Partien in der Qualifikation für die UEFA Europa League und die UEFA Champions League, Qualifikationsspiele für U19- und U21-Europameisterschaften sowie Freundschaftsspiele.
Bei der Copa América 2021 in Brasilien wurde er als Videoschiedsrichter eingesetzt.
Im Februar 2025 leitete die Compliance-Kommission des spanischen Fußballverbands (RFEF) eine Untersuchung gegen Munuera Montero ein. Hintergrund waren mögliche Verstöße gegen den Ethikkodex im Zusammenhang mit seiner Firma Talentus Sports, der Verbindungen zu Atlético Madrid nachgesagt wurden. Anlass war eine umstrittene Rote Karte gegen Jude Bellingham im Spiel zwischen CA Osasuna und Real Madrid. Die Untersuchung ergab keine Unregelmäßigkeiten und Munuera Montero kehrte wieder in den Spielbetrieb der Primera División zurück.
Munuera Montero gehören mehrere Restaurants in Córdoba.